# Clarinetto contrabbasso
Il clarinetto contrabbasso è uno strumento musicale a fiato ad ancia semplice battente appartenente alla famiglia dei legni ed è il più basso della famiglia dei clarinetti (Ad eccezione del rarissimo Clarinetto octocontrabbasso e dell'ancor più raro Clarinetto contra-contrabbasso)

## Storia
Vari modelli sono stati costruiti in passato, nell'epoca delle cosiddette "sperimentazioni libere" in cui l'ingegno umano era totalmente libero e a volte bizzarro. Soprattutto la casa francese Leblanc si è profusa in sperimentazioni varie. Al Louvre pare sia esposto un modello di proporzioni mastodontiche.

## Caratteristiche
I moderni clarinetti contrabbassi sono di due tipi: uno in Mi♭ e l'altro, il più grave, in Si♭. Il clarinetto contrabbasso in Mi♭ è esattamente un'ottava sotto al clarinetto contralto in Mi♭ che, a sua volta, è un'ottava sotto il clarinetto piccolo in Mi♭. Grazie all'aggiunta di tre chiavi poste sulla parte estrema dello strumento (modello Leblanc e Selmer), riesce ad arrivare fino al Mi♭1: normalmente i clarinetti contrabbassi senza quelle tre chiavi arrivano a Sol♭1. Teniamo presente che Do4 è il Do centrale del pianoforte.
Il clarinetto contrabbasso in Si♭, anch'esso con quelle 3 chiavi aggiuntive, arriva al Si♭0, cioè la penultima nota del pianoforte comune (Bosendorfer costruisce un modello che scende a Fa); quel Si♭ è anche la nota estrema del controfagotto. In acuto, con un'ancia appropriata, è possibile arrivare abbastanza agevolmente al Fa3.
Come per gli altri componenti della sua famiglia, anche il clarinetto contrabbasso può emettere la nota estrema con sublime delicatezza, cosa che non succede con altri strumenti ad ancia, semplice o doppia, nel loro registro estremo.

## Utilizzo
Compositori moderni e contemporanei l'hanno talvolta utilizzato in organici ridotti, anche se il suo utilizzo è, di solito, previsto in organici più ampi, spesso al fianco della tuba e del controfagotto, per dare maggiore profondità all'orchestra. Fra gli altri, il compositore francese Doufur lo utilizza in un brano per organico da camera, in cui il clarinettista si alterna al clarinetto soprano, basso e clarinetto contrabbasso in Si♭.
Il musicista che certamente ha portato questo strumento alla notorietà utilizzandolo in maniera anticonvenzionale e mostrandone caratteristiche tecniche prima inesplorate, è Antony Braxton. Sassofonista e clarinettista (talvolta anche mediocre flautista), Braxton ha utilizzato il clarinetto contrabbasso nella sua musica che è a metà fra il jazz, la musica contemporanea, la sperimentazione pura e l'improvvisazione totale.
Braxton ottiene un risultato quando il trio che di solito accompagna il grande tenorista Dexter Gordon, con Tete Montoliu al pianoforte, registra un album intitolato "In the Tradition". Si tratta di brani bop suonati anche con il clarinetto contrabbasso. L'effetto è davvero sorprendente: Ornithology e Donna Lee, i classici parkeriani, sono suonati con un'agilità quasi paragonabile a quella di un sassofono. Oltre a Braxton, è da ricordare il baritonista e suonatore di tuba Howard Johnson. 
In Italia, Sandro Cerino ha composto e registrato in più occasioni il clarinetto contrabbasso e in "Dove portano i campi di fianco alle autostrade" sono presenti 5 clarinetti contrabbassi in sovraincisione. In "Gone with winds", numerosi sono i suggestivi impasti fra il suo clarinetto contrabbasso e i clarinetti bassi di Carlo Actis Dato e Stefano Corradi: anche qui è possibile ascoltare il clarinetto contrabbasso in brani solistici.

## Varianti
Oltre alla già citata Leblanc che ha creato un brevetto per un clarinetto contrabbasso di metallo curvo, notevolmente comodo da trasportare, da ricordare la Selmer, grandissima nella produzione di sassofoni, che nella sua gamma di clarinetti comprende anche il clarinetto contrabbasso in Mi♭ e in Si♭.
Il modello della Leblanc ha avuto un tale successo che sulla scatola di ance Vandoren, forse l'unica che produce ance per clarinetti contrabbassi su scala industriale, c'è il disegno del modello curvo in metallo. 
Menzione particolare merita la ditta Ripamonti che ha creato un modello particolare in palissandro sia in Mi♭ che in Si♭ con chiavi dorate. 
Anche la ditta italiana Orsi ha realizzato negli anni sessanta un clarinetto contrabbasso in Si♭ in metallo discendente al Re1.